# Шарапов, Алимордон Халджораевич
Алимордон Халджораевич Шарапов (19 марта 1979) — киргизский футболист, защитник и полузащитник. Выступал за сборную Кыргызстана.

## Клубная карьера
Начинал играть в футбол на взрослом уровне в 1996 году в клубе «Семетей» (Кызыл-Кия). За пять сезонов (1996—2000) провёл в его составе около 100 матчей в высшей лиге Кыргызстана.
В 2001 году перешёл в «Жаштык-Ак-Алтын» (Кара-Суу), в его составе становился чемпионом страны (2003), серебряным (2001, 2002) и бронзовым (2005) призёром чемпионата Кыргызстана. В сезоне 2004 года не сыграл ни одного матча за клуб.
В 2006 году вернулся в Кызыл-Кию и играл за местный «Шахтёр», на предварительном этапе турнира высшей лиги забил 12 голов в 10 матчах и стал лучшим бомбардиром клуба. Перед финальной стадией чемпионата перешёл в ошский «Алай», где провёл следующие полтора года. Всего в 2006 году забил 13 голов и поделил третье место в споре бомбардиров чемпионата. По окончании сезона 2007 года покинул «Алай» и более не выступал в высшей лиге.

## Карьера в сборной
В национальной сборной Кыргызстана дебютировал 29 ноября 2003 года в отборочном матче чемпионата мира против Пакистана. Всего в 2003—2004 годах сыграл 4 матча за сборную.
В 2016 году был кандидатом в городской кенеш г. Кызыл-Кия от партии «Онугуу Прогресс».